# Accardo II
Accardo II di Lecce (... – Lecce, 1137 circa) è stato un conte normanno, signore di Lecce e di Ostuni dal 1120 circa.

## Biografia
Appartenente alla nobiltà normanna, Accardo era legato alla casa di Altavilla.
Verso l'anno 1120, divenne quarto conte di Lecce, succedendo a Goffredo II di Lecce, suo padre. 
Accardo e sua moglie, Gunnora. o Fenicia (ma forse si tratta di due donne distinte), furono molto generosi con la Chiesa di Lecce: alla loro liberalità si ascrive la costruzione di numerosi edifici religiosi nella città, tra cui il monastero di suore benedettine di San Giovanni Evangelista (1133). Nel 1137 Accardo, assieme alla moglie, avrebbe donato ai cavalieri Templari di Puglia un ospedale da lui costruito nelle terre di sua proprietà a Spinazzola: si tratterebbe della prima menzione dei Templari in Puglia, ma il documento è andato perduto e non è possibile verificarne l'autenticità. 
Sua figlia Emma ebbe dal principe di Sicilia, Ruggero di Puglia, figlio del re Ruggero II di Sicilia, un figlio naturale, Tancredi, che fu poi re di Sicilia.
Secondo un documento, dagli studiosi ritenuto scarsamente attendibile, Accardo sarebbe stato esiliato dopo la rivolta dei baroni del 1136 e quindi deceduto a Costantinopoli.